# Microscopi confocal

Principi de la microscòpia confocal.

Un microscopi confocal és un microscopi capaç d'obtenir imatges tridimensionals d'un objecte com, per exemple, d'una cèl·lula. Es basa en un principi similar al d'un microscopi de fluorescència, però s'utilitzen dos diafragmes confocals –és a dir, que té el mateix focus–, un situat davant de la mostra i l'altre darrere; d'aquesta manera es pot dirigir la il·luminació a un únic punt de la mostra.
S'utilitza un làser com a font lluminosa, i amb la seva llum es va escombrant la mostra en tots els punts del volum de l'objecte, pla a pla. Es van creant moltes imatges bidimensionals que un ordinador interpreta i, posteriorment, acaba generant una imatge tridimensional completa.
El principi del microscopi confocal va ser descrit per Marvin Minsky el 1953, però no va ser fins a finals dels anys 80 que van aparèixer models comercials, posant aquesta tècnica a disposició de nombrosos laboratoris. Actualment, la microscòpia confocal és molt utilitzada en biologia així com en ciències dels materials.